# Hochgericht Nalbacher Tal
Das Hochgericht Nalbacher Tal oder die „Herrschaft Nalbacher Tal“ bestand aus den Dörfern Nalbach, Piesbach, Bettstadt, Diefflen, Bilsdorf und Körprich. Die Herrschaft lag an der unteren Prims, einem Nebenfluss der Saar im heutigen Landkreis Saarlouis im Saarland. Das kleine Territorium erstreckte sich von der Mündung der Theel in die Prims bei Körprich bis zur Banngrenze zwischen Diefflen und Dillingen. Das Gebiet des Nalbacher Tales war ursprünglich Reichsgebiet, bevor es zum Kurfürstentum Trier kam. Im Jahre 1048 schenkte der Erzbischof von Trier, Eberhard von Schwaben, den Hof Nagelbach dem Trierer Simeonstift. Das Hochgericht Nalbacher Tal war eine Gemeinherrschaft, die mehreren Vögten unterstand. Es gehörte zu den Nicht eingekreisten zum Heiligen Römischen Reich zugehörigen Territorien und Ständen. Im Gefolge der Französischen Revolution endete auch im Nalbacher Tal die jahrhundertealte Adelsherrschaft mit dem Jahr 1798. Im selben Jahr wurde das ehemalige Hochgericht Teil des neugeschaffenen französischen Département de la Sarre (dt. Saardepartement). Die Franzosen gründeten zwei Jahre später, im Jahr 1800, die Mairie (Bürgermeisterei) Nalbach. Völkerrechtlich erfolgte die Angliederung an Frankreich durch den Frieden von Lunéville am 9. Februar 1801. Infolge der Bestimmungen des Wiener Kongresses wurde das ehemalige Hochgericht Nalbacher Tal als Bestandteil der Provinz Großherzogtum Niederrhein am 2. Dezember 1815 im Rahmen einer Feier in der Saarlouiser Kirche St. Ludwig durch den Oberappellationsrat Mathias Simon in Besitz des preußischen Königs Friedrich Wilhelm III. genommen und damit Teil des Staates Preußen.

## Nachbarterritorien
Am Vorabend der Französischen Revolution war die Herrschaft Hochgericht Nalbacher Tal von folgenden Herrschaftsterritorien umgeben:
(im Uhrzeigersinn)
- Reichsherrschaft Buprich-Hüttersdorf, Heiliges Römisches Reich
- Primsweiler, Reichsherrschaft Dagstuhl
- Meierei Reisweiler, Fürstentum Nassau-Saarbrücken, Heiliges Römisches Reich
- Reichsherrschaft Schwarzenholz, Heiliges Römisches Reich
- Reichsherrschaft Saarwellingen, Heiliges Römisches Reich
- Seigneurie der Abtei Fraulautern, Baillage de Sarrelouis, Königreich Frankreich
- Seigneurie Dillingen, Herzogtum Lothringen, Königreich Frankreich
- Seigneurie Beckingen (Kommende Beckingen), Herzogtum Lothringen, Königreich Frankreich
- Hochgericht Düppenweiler, Heiliges Römisches Reich

## Geschichte

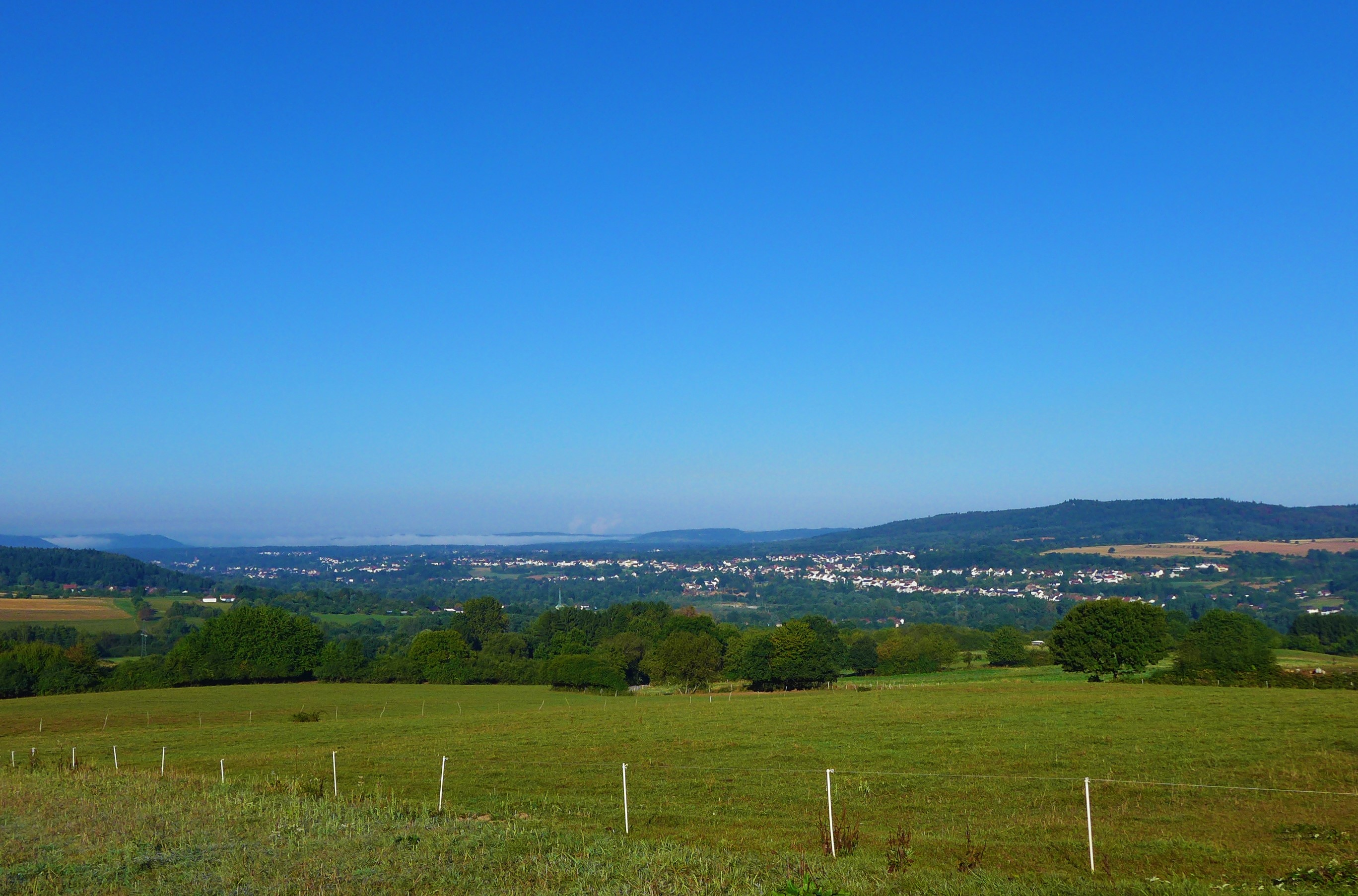
Blick vom Hoxberg aus auf das Nalbacher Tal mit den historischen Talgemeinden Diefflen (seit 1969 zu Dillingen/Saar), Nalbach, Piesbach, Bilsdorf und Körprich sowie auf den 414 m hohen Litermont; Das Nebelband am Horizont bezeichnet den Verlauf der Saar

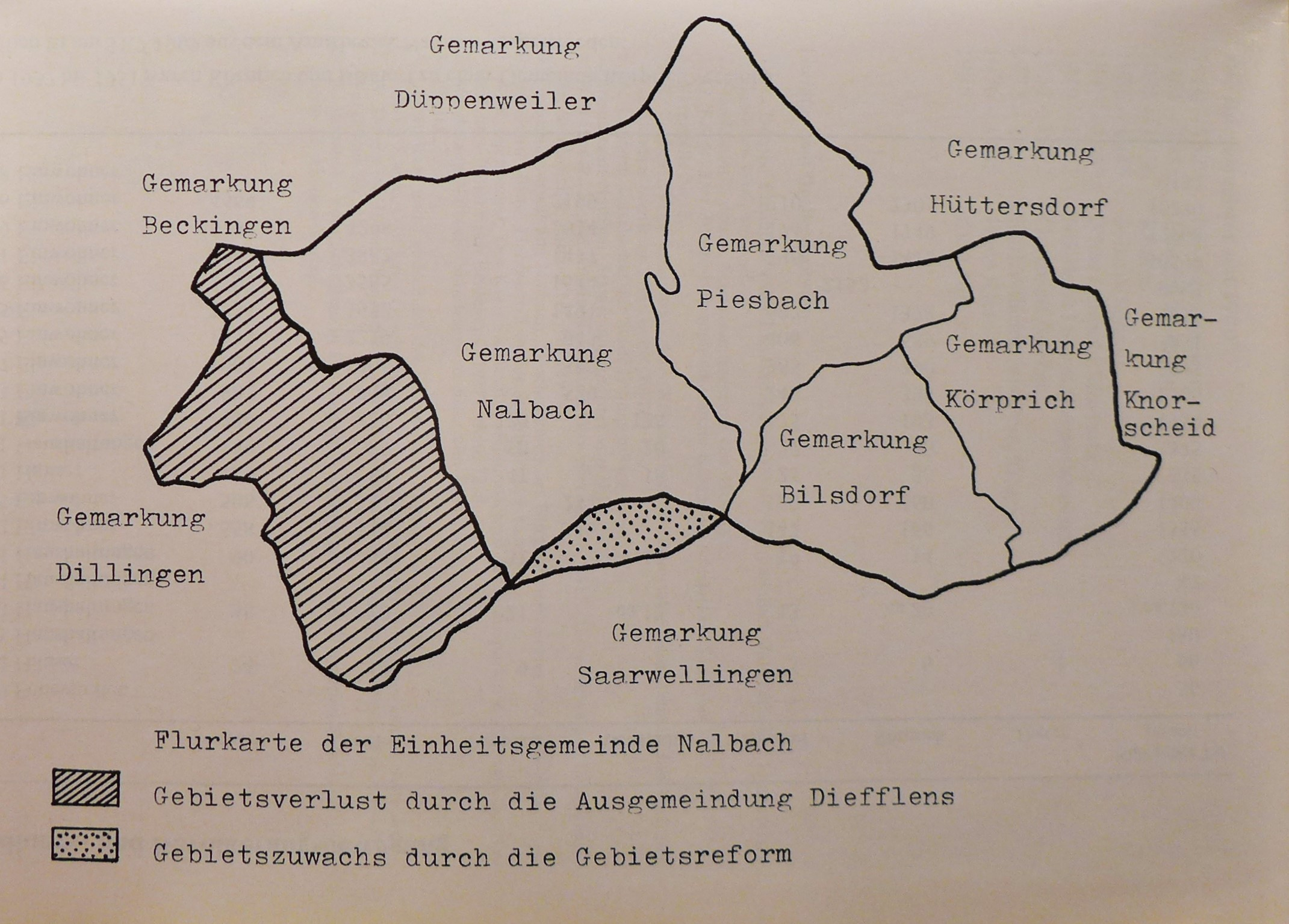
Gemarkungen des Nalbacher Tales: Das schraffierte Gebiet bezeichnet die Gemarkung Diefflens, die am 1. August 1969 nach Dillingen ausgemeindet wurde. Das punktierte Gebiet (Bahnhofsviertel) wurde von der Gemeinde Saarwellingen am 1. Januar 1974 an die Gemeinde Nalbach abgetreten.

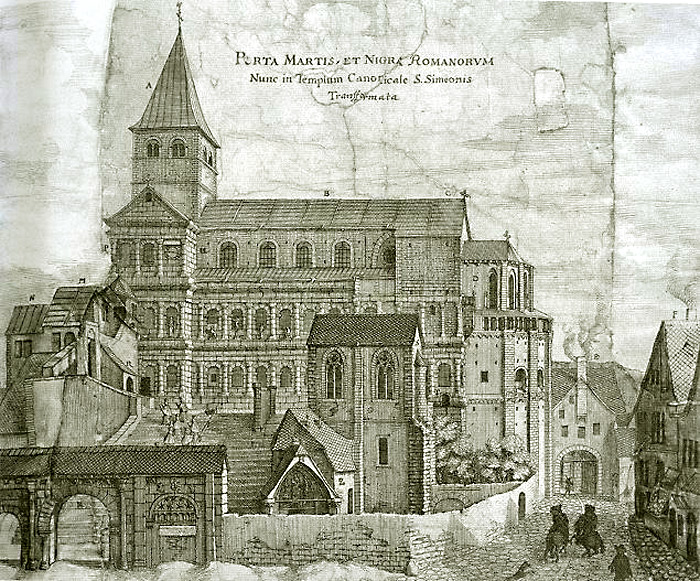
Stift St. Simeon in Trier, Grundherr durch die Schenkung des Trierer Erzbischofs Eberhard von Schwaben, Caspar Merian 1670; Vor der im Vordergrund sichtbaren Freitreppe mussten sich die Kandidaten für das Amt des Hofmeiers des Nalbacher Tales den Stiftsherren von St. Simeon vorstellen.

Der Ortsname Nalbachs dürfte in vorkarolingischer Zeit entstanden sein. Der Name könnte allerdings auch schon aus der Zeit vor der Fränkischen Landnahme, die in einem Zeitraum vom 5. bis zum 8. Jahrhundert erfolgte, stammen. Der namensgebende Nalbach ist einer von drei Bächen (Nalbach, Fußbach, Etzelbach), die den Ort früher, vom Litermont herkommend, durchflossen und in die Prims münden.

### Mittelalter

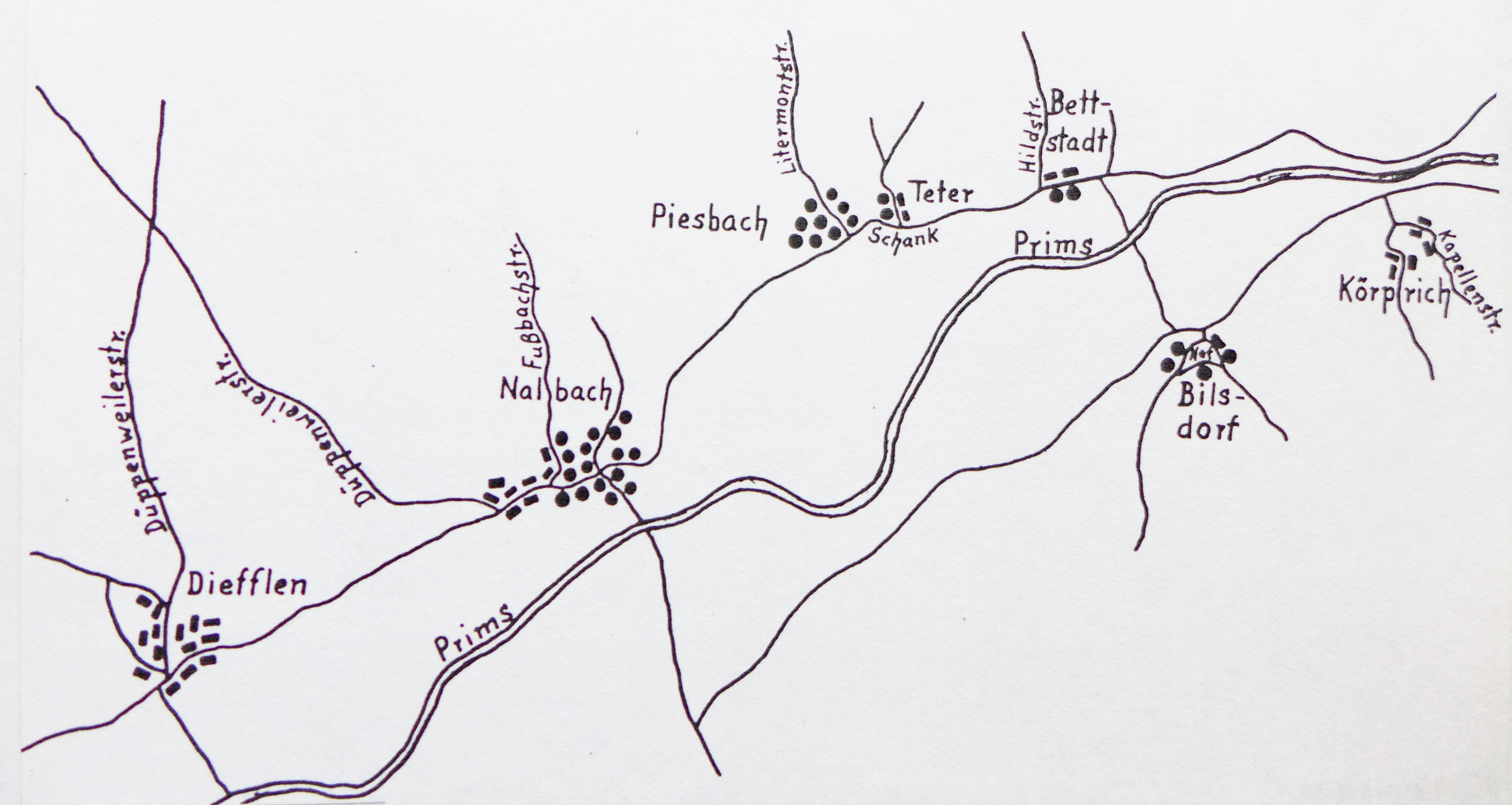
Siedlungsbild des Nalbacher Tales um das Jahr 1522, Die Häuser des Trierer Stiftes St. Simeon (sogenannte Mittelste Vogtei) sind als Punkte markiert. Die Häuser des Vogtes (sogenannte Unterste und Oberste Vogtei) sind als Rechtecke dargestellt. Zeichnung: Georg Colesie, Kreisarchiv Saarlouis

Im Jahre 1048 übertrug der Erzbischof von Trier, Eberhard von Schwaben, den Hof Nagelbach dem von seinem bischöflichen Vorgänger gegründeten Trierer Simeonstift. Mit dem Begriff „Hof“ als Verwaltungseinheit und Gerichtsbezirk ist das Dorf Nalbach mit den ihm zugeordneten Dörfern zu verstehen. Die Übertragung des Hofes Nalbach wurde auch im Jahr 1098 durch Kaiser Heinrich IV., im Jahr 1154 durch Papst Hadrian IV. sowie im Jahr 1179 durch Papst Alexander III. bestätigt.
Die Nalbacher Kirche St. Peter und Paul wird im Jahr 1154 und 1179 erstmals urkundlich erwähnt. Nalbach gehörte im Mittelalter zum Archidiakonat St. Mauritius Tholey und zum Dekanat bzw. Landkapitel Merzig im damaligen Erzbistum Trier. Das Petrus-Patrozinium (Fischerpatron) könnte auf die Entstehung Nalbachs als Fischersiedlung an der damals fischreichen Prims hindeuten. Ebenso ist ein Bezug zum Petrus-Patrozinium des Trierer Domes denkbar. Das Petrus- bzw. Petrus-und-Paulus-Patrozinium zählt zu den typischen fränkischen Patrozinien des Saarlandes.
Das Gebiet des Nalbacher Tales war ursprünglich Reichsgebiet, bevor es zum Kurfürstentum Trier kam. Um das Jahr 1195 wird als Nalbacher Vogt Adalbert von Nalbach und ein zugehöriger Hofmeier genannt. Im Protokoll des Jahrgedings von 1324 werden die Nalbacher Talgemeinden Diefflen, Piesbach und Bettstadt sowie die Nalbacher Mühle genannt. Kurz darauf, im Jahr 1327, werden die Talgemeinden Körprich, Theter, Heisterbach, Heynschiet und die Bettstadter Mühle erwähnt. Dabei bestand das Nalbacher Tal aus zwei Vogteien unter der Leitung von Rudolf von Nalbach und Nikolaus von Kastel. Für das Jahr 1332 ist erstmals urkundlich die Körpricher Kapelle erwähnt.
Im Jahr 1358 übertrug das Trierer Stift St. Simeon die Schirmherrschaft über das Nalbacher Tal dem Grafen Heinrich von Veldenz. Im Jahr 1393 übertrug der Nalbacher Vogt Nikolaus von Kastel und seine Ehefrau Margarete dem Stift St. Simeon das Dorf Theter im Nalbacher Tal. Die genannte Margarete ist vermutlich das Vorbild der legendären Margarete vom Litermont aus der örtlichen Maldix-Sage.
Nach einem Überfall des Johann von Hagen und des Johann von Hunolstein im Jahr 1411 auf das Nalbacher Tal übertrug das Stift St. Simeon dem Herzog von Lothringen die Schirmherrschaft über die Talgemeinden. Um das Jahr 1441 unternahmen die Bauern von Nalbach und Piesbach einen Aufstand gegen die Vogtin Else von Hunolstein. Für das Jahr 1478 ist eine erste Belehnung eines Vogtes durch die Pfalzgrafen bei Rhein (Kurpfalz) belegt: Pfalzgraf Ludwig der Schwarze belehnte den Ritter Heinrich von Rathsamshausen, dessen Herrschaft am Fuß des unterelsässischen Odilienberges lag, mit der obersten und untersten Vogtei im Nalbacher Tal. Die Lehenshoheit der Pfalzgrafen bei Rhein dürfte von derjenigen der Grafen von Veldenz erbmäßig (seit 1444) herzuleiten sein.
Eine erste Volkszählung im Nalbacher Tal ergab im Jahr 1499 ungefähr 56 Feuerstätten.

### Vogteihoheit

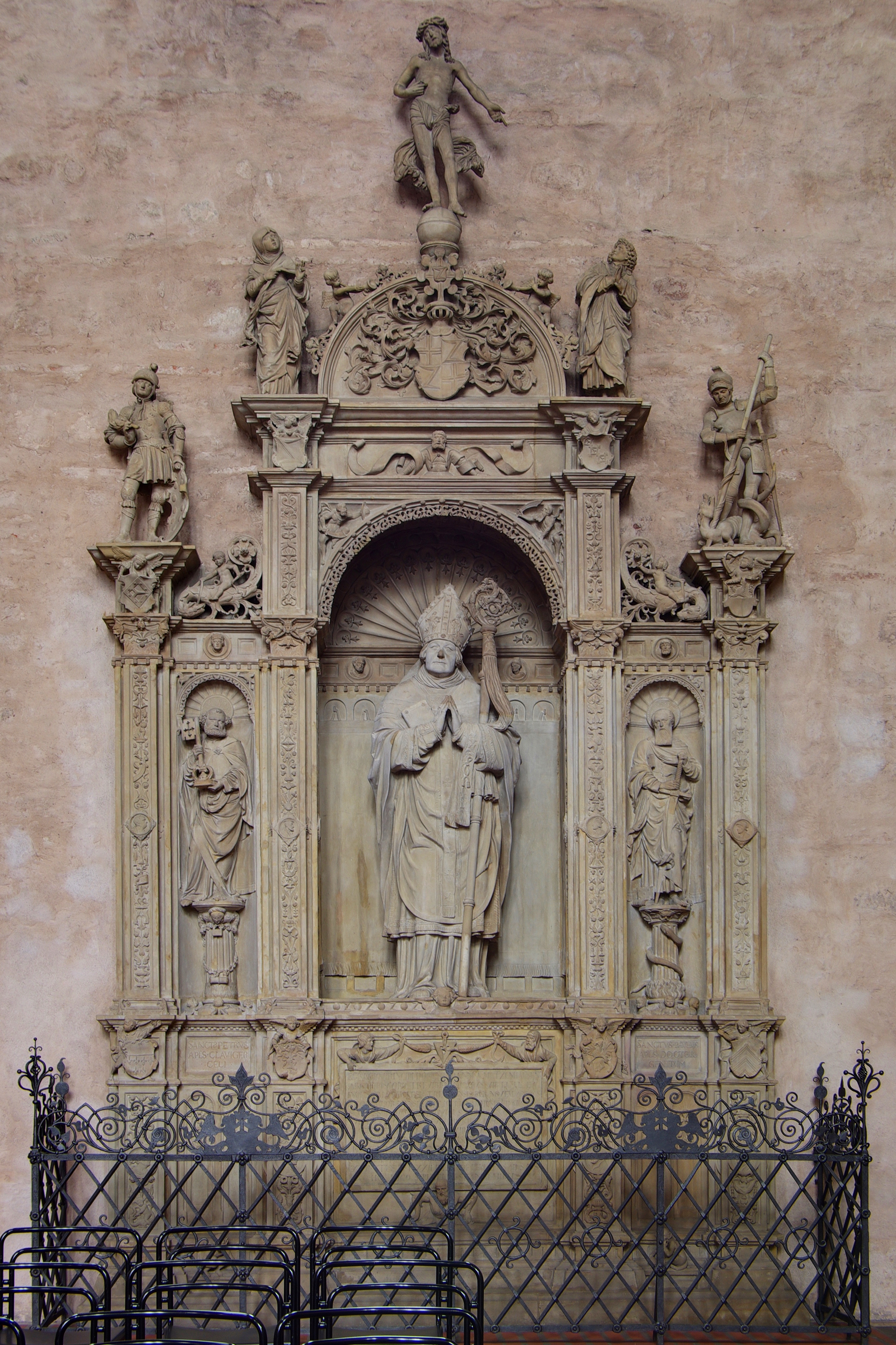
Grabdenkmal des Trierer Kurfürsten und Erzbischofs Johann III. von Metzenhausen, Trierer Dom, linkes Seitenschiff; Während seiner Amtszeit wurde im Nalbacher Tal eine neue Untergerichtsordnung eingesetzt und das Nalbacher Schöffenbuch eröffnet.

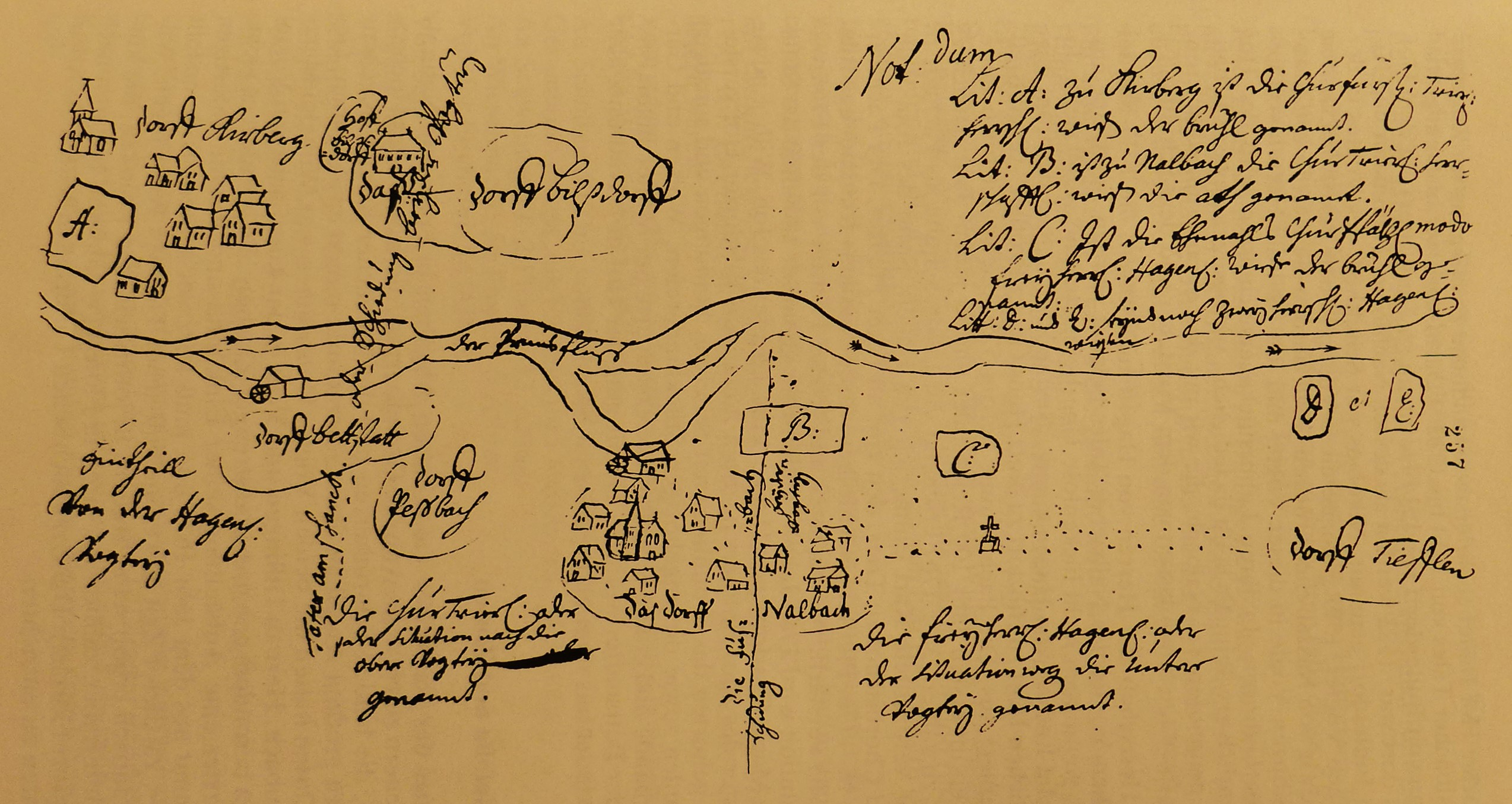
Skizze des Nalbacher Tales aus dem Jahr 1735; in der Mitte der Lauf der Prims mit zwei Mühlen; am linken Primsufer die Dörfer Körprich und Bilsdorf; am rechten Primsufer Bettstadt, Piesbach, Theter, Nalbach und Diefflen; Oben ist Südosten, Die Skizze dürfte vom Standpunkt des heutigen Nalbacher Friedhofes aus gezeichnet worden sein; Die Großbuchstaben bedeuten: A= Die Körpricher Brühlwiese im Besitz des Trierer Kurfürsten, B= Die Nalbacher Athwiese im Besitz des Trierer Kurfürsten, Die Nalbacher Brühlwiese im Besitz der Kurpfalz bzw. des Freiherren von Hagen, D und E= Zwei Wiesen der Herrschaft von Hagen (Landesarchiv Saarbrücken, Bestand Münchweiler, Nr. 367, S. 257)

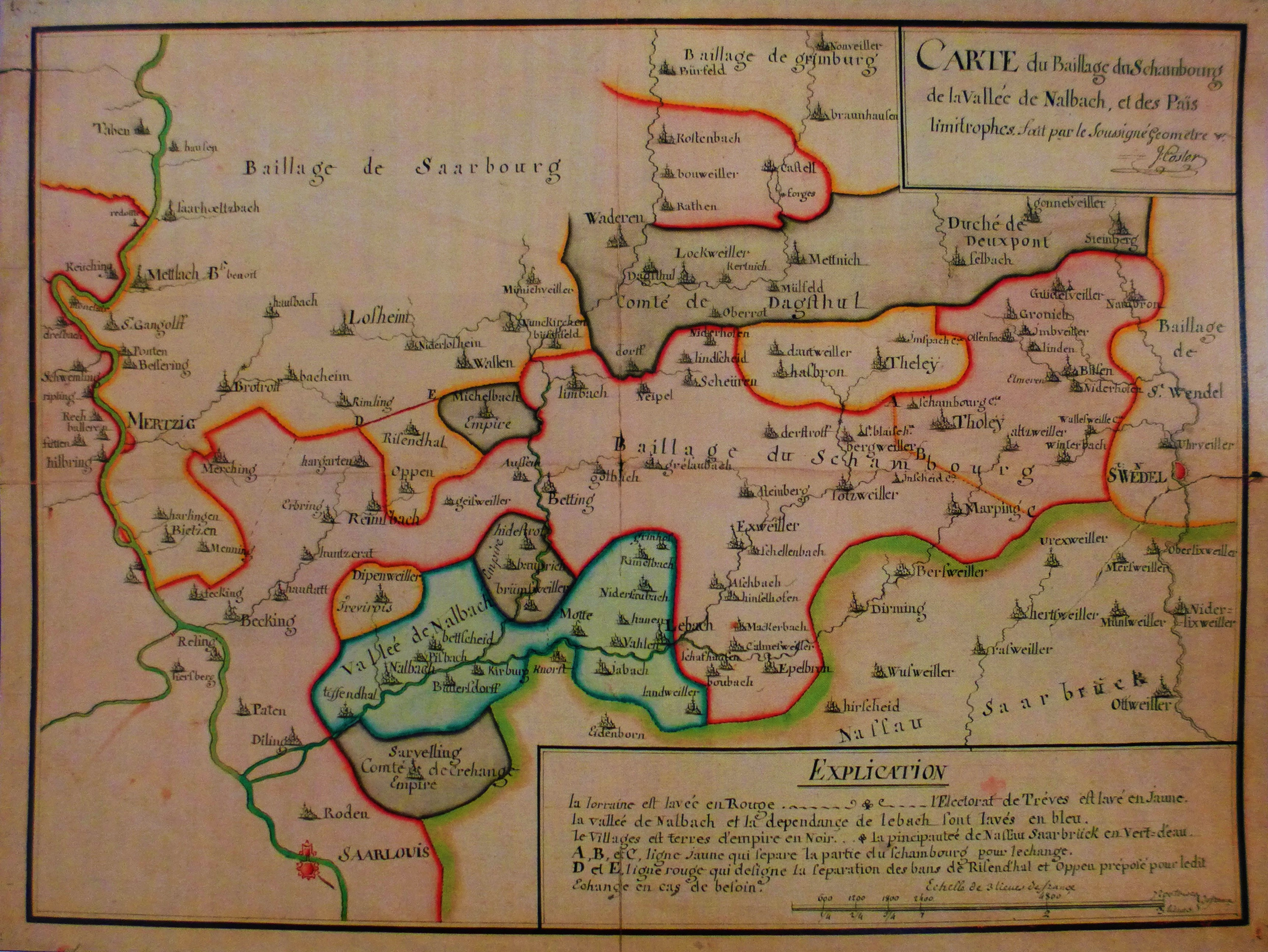
Karte des Oberamtes Schaumburg (Baillage du Schaumbourg) mit der Darstellung des Nalbacher Tales (Vallée de Nalbach) sowie der umliegenden Gebiete (Pais limitrophes), gefertigt durch den Geometer J. Coster um das Jahr 1779; Die rote Linie begrenzt das Gebiet Lothringens, die gelbe Linie markiert das Gebiet des Erzbistums und Kurfürstentums Trier, blau gekennzeichnet ist das Nalbacher Tal mit den Talorten Diefflen (Tiffendhal), Nalbach, Piesbach (Pisbach), Bettstadt (Bettscheid), Bilsdorf (Büllersdorff) und Körprich (Kirburg) sowie die von Lebach abhängigen Gebiete. Grün begrenzt ist die Grafschaft Nassau-Saarbrücken, schwarz markiert sind die Reichsherrschaften (Landeshauptarchiv Koblenz, Bestand 702, Karte 7301).

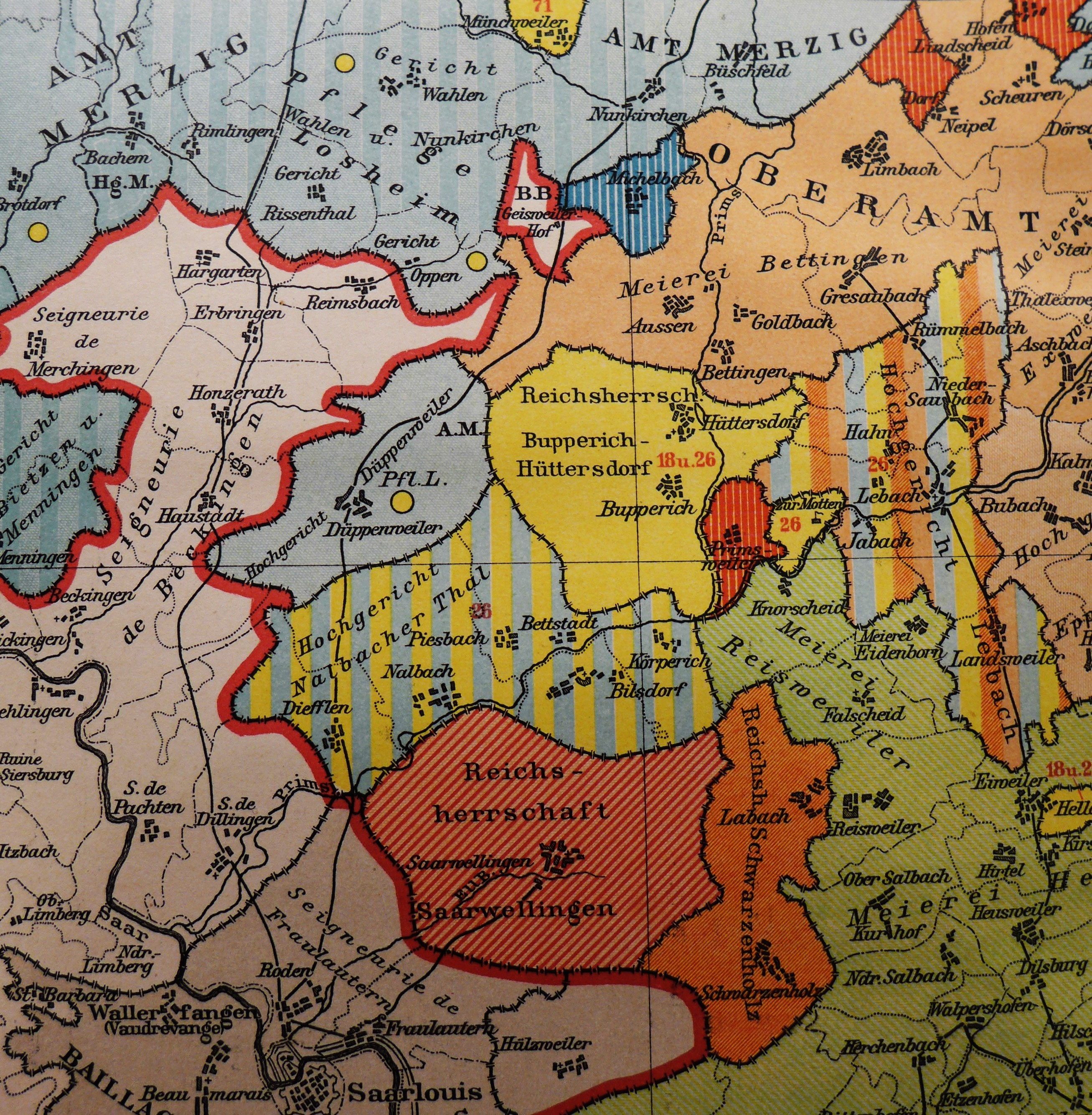
Lage des Hochgerichtes Nalbacher Tal in der Grenzsituation zwischen dem Königreich Frankreich und dem Heiligen Römischen Reich deutscher Nation im Jahr 1789

Die Landeshoheit sowie die Mittel- und Hochgerichtsbarkeit besaßen im Nalbacher Tal das Erzstift und Kurfürstentum Trier und die Freiherren von Hagen zur Motten zu gleichen Teilen. Für die Grundgerichtsbarkeit war das Trierer Stift St. Simeon in der Porta Nigra zuständig. Der erzstiftisch-kurfürstliche Anteil an der Hochgerichtsbarkeit wurde vertretungsweise durch den jeweiligen Amtmann der Grimburg ausgeübt.
Mit dem Beginn der frühen Neuzeit begann man die juristischen Dinge neu zu ordnen. So hatte im Jahr 1537 der Trierer Erzbischof und Kurfürst Johann III. von Metzenhausen eine neue Untergerichtsordnung erlassen, die für sämtliche Untergerichte des Erzstiftes Trier sowie für die Gerichte der ihm unterstellten landsässigen Stifte galt. In der Gerichtsordnung wurde nun eine formale Ordnung festgelegt und es bestand ab sofort eine Protokollpflicht. Alle Rechtsakte sollten zur Gewährleistung einer dauerhaften Rechtssicherheit fortan in einem Buch, dem Schöffenbuch, verzeichnet werden. Das Nalbacher Schöffenbuch, dessen Aufzeichnungen im Jahr 1536 begonnen wurden, kann man in etwa mit einem heutigen Grundbuch vergleichen. Durch das Schöffenbuch war es dem Stift St. Simeon in Trier durch die Dokumentation der Besitzverhältnisse nun möglich, seine Abgabenforderungen zu überprüfen und zu sichern. Auch die Zusammensetzung der zugehörigen Gerichte hatte nun kurfürstlich bestimmten Regularien zu folgen. Das Nalbacher Schöffenbuch ist seit den späten 1980er Jahren nach Ausleihe verschwunden. Eine zuvor gemachte Kopie wurde im Jahr 2020 wissenschaftlich veröffentlicht.
Die juristischen und gesellschaftlichen Regularien in der Beziehung zwischen den Herrschaften und der Bevölkerung des Nalbacher Tales (seit 14. Jahrhundert „Vallis Nalbachensis“ genannt) erlangten ihre Rechtsgültigkeit durch ihre Verkündigung in den verschiedenen Weistümern und Jahrgedingen unter der Gerichtslinde neben der Nalbacher Kirche. Die Grundgerichtsbarkeit des Stiftes St. Simeon erstreckte sich auf Käufe und Verkäufe, Tausche und Schenkungen, Grundstücksversteigerungen, Konfliktschlichtung sowie die Festlegung der Banngrenzen. Das Stift hatte auch das Recht, bei leichten Vergehen, wie beispielsweise Waldfrevel, Geldstrafen auszusprechen, übte allerdings die Grundgerichtsbarkeit nicht selbst aus, sondern hatte sie dem Nalbacher Grundgericht übertragen. Dieses Grund- oder Schöffengericht bestand aus dem vorsitzenden Grundgerichtsmeier, der in Nalbach „Hobsmeier“ genannt wurde, und sieben Schöffen sowie einem protokollierenden Gerichtsschreiber und einem Gerichtsboten. Falls dem Nalbacher Grundgericht eine Entscheidungsfindung nicht gelang, musste die Rechtsangelegenheit an das Stift St. Simeon als Oberinstanz verwiesen werden. Dann wurde das Stiftskapitel juristisch tätig und beauftragte einen Beamten zur Durchsetzung der Entscheidung. Über ein eigenes Siegel verfügte das Nalbacher Schöffengericht nicht. Ausgestellte Urkunden mussten in Trier durch das Stift St. Simeon bestätigt und gesiegelt werden.
Der Aufsicht der Hochgerichtsbarkeit, also dem Trierer Erzstift und den Herren von Hagen zur Motten, oblagen Verbrechen wie etwa Mord und Totschlag, Raub und Hexerei.
Der Nalbacher Herrschaftsbereich war in zwei Vogteien aufgeteilt. Die kurtrierische oder mittlere Vogtei umschloss das Oberdorf Nalbach, Bilsdorf, Piesbach und halb Bettstadt. Die kurpfälzische Vogtei bestand aus zwei Halbvogteien, die durch die mittlere Vogtei gebietsmäßig getrennt wurden. Dabei bestand die oberste Vogtei aus Körprich und halb Bettstadt. Die unterste Vogtei bestand aus Diefflen und dem Nalbacher Unterdorf bis zum Fußbach. Diese Vogtei bildete rechtlich eine Einheit und war als Lehen an Untervögte aus dem niederen Landadel vergeben.
Die Vögte übten die Hochgerichtsbarkeit aus und nannten sich deshalb auch Hochrichter.
Die mittlere bzw. kurtrierische Vogtei (Oberdorf Nalbach, Bilsdorf, Piesbach und halb Bettstadt) unterstand im Laufe der Jahrhunderte folgenden Vögten:
| Jahre                  | Vögte |
| ---------------------- | --- |
| Ende 12. Jahrhundert   | Adalbert von Nalbach                                                                                                   |
| Ende 13. Jahrhundert   | Boemund, Ritter von Nalbach und Sirsperch                                                                              |
| vor 1327 – 1331        | Rudolf von Nalbach |
| 1331 – nach 1350       | Stift St. Simeon |
| vor 1357 – 1364        | Johann von Eiweiler (Schwiegersohn von Rudolf und Boemund von Nalbach)                                                 |
| 1364 – vor 1378        | Johann von Eiweiler |
| vor 1378 – 1450        | Stift St. Simeon |
| 1450 – 1478            | Johann von Criechingen                                                                                                 |
| 1478 – vor 1514        | Heinrich von Hunolstein                                                                                                |
| vor 1514 – vor 1536    | Stift St. Simeon |
| vor 1536–1798          | Kurtrier hat das Lehen eingezogen und lässt es durch den jeweiligen Amtmann von der Grimburg als Statthalter verwalten |
| Anfang 16. Jahrhundert | Johann von Metzenhausen (Amtmann von der Grimburg)                                                                     |
| Ende 16. Jahrhundert   | Johann Zand von Merl (Amtmann von der Grimburg)                                                                        |
| Anfang 17. Jahrhundert | von der Leyen (Amtmann von der Grimburg)                                                                               |
| Mitte 17. Jahrhundert  | Wolf Heinrich von Steinkallenfels (Amtmann von der Grimburg)                                                           |
| Ende 17. Jahrhundert   | Karl Kaspar von Britzky (Amtmann von der Grimburg)                                                                     |
| Anfang 18. Jahrhundert | von Schmidtburg (Amtmann von der Grimburg)                                                                             |
| Mitte 18. Jahrhundert  | Franz Georg Freiherr Zand von Merl (Amtmann von der Grimburg)                                                          |

Die oberste und unterste bzw. kurpfälzische Vogtei (Diefflen, Körprich, halb Bettstadt, Nalbacher Unterdorf bis zum Fußbach) unterstand im Laufe der Jahrhunderte folgenden Vögten:
| Jahre                | Vögte                                                                   |
| -------------------- | ----------------------------------------------------------------------- |
| vor 1327–1336        | Nikolaus von Kastel I.                                                  |
| vor 1344 – ?         | Rupprecht von Saarbrücken                                               |
| vor 1388 – vor 1405  | Nikolaus von Kastel II.                                                 |
| vor 1405 – vor 1425  | Johann von Lewenstein I.                                                |
| vor 1425–1439        | Johann von Lewenstein II.                                               |
| nach 1439 – vor 1478 | Krapp von Saarburg                                                      |
| 1478 – nach 1509     | Heinrich von Ratsamshausen                                              |
| vor 1514 – nach 1522 | Heinrich von Harancourt                                                 |
| vor 1522–1527        | Jacob von Harancourt                                                    |
| 1527 – vor 1545      | Johann Ludwig Graf von Nassau-Saarbrücken (Mitvogt Johann von Braubach) |
| 1548 – nach 1560     | Alexander von Braubach                                                  |
| nach 1560–1633       | Wilhelm Marzloff von Braubach                                           |
| 1633 – ca. 1664      | Kurpfalz verwaltet das Lehen selbst                                     |
| nach 1664–1681       | Charles Henri Gaspard de Lénoncourt-Blainville                          |
| 1681–1697            | Unter Verwaltung der Réunionskammer in Metz                             |
| nach 1697–1711       | Kurpfalz verwaltet das Lehen selbst                                     |
| 1711–1750            | Johann Wilhelm Ludwig von Hagen zur Motten                              |
| nach 1750–1791       | Karl Emmerich von Hagen und dessen Bruder Johann Hugo von Hagen         |

### Frühe Neuzeit
Das Zinsregister für die Jahre 1514–1522 benennt für das Nalbacher Tal die Existenz von sieben Dörfern mit insgesamt 66 Häusern. Dabei gehören zur kurtrierischen Vogtei das Oberdorf von Nalbach, Piesbach, halb Bettstadt und Bilsdorf. Zur kurpfälzischen Vogtei gehören das Unterdorf von Nalbach, Diefflen, halb Bettstadt und Körprich. Dabei wird das Nalbacher Talsiedlung Heuchlingen sowie der Bilsdorfer Hof und eine Lohmühle bei Nalbach erstmals erwähnt.
Im Jahr 1527 erwarb Johann Ludwig, Graf von Saarbrücken, die kurpfälzische Vogtei. Sein Mitvogt war Johann von Braubach. Bereits vor 1536 zog Kurtrier seine Vogtei an sich und ließ sie bis zum Ende der Fürstenherrschaft durch den Amtmann von der Grimburg verwalten. Im Jahr 1536 wurde das erste Nalbacher Schöffenbuch angelegt. Alexander von Braubach, Herr zu Dillingen, erwarb im Jahr 1548 die kurpfälzische Vogtei des Nalbacher Tales für 1100 Gulden. Sein Nachfolger wurde dessen Sohn Wilhelm Marzloff von Braubach.

#### Hexenverfolgungen
Mit dem Beginn der frühen Neuzeit breitete sich auch im Nalbacher Tal der Hexenwahn aus, der besonders in den Jahren zwischen 1570 und 1634 stark wütete. Besonders der herzoglich lothringische Oberrichter Nikolaus Remigius gelangte bei der Ausrottung der vermeintlichen Hexen und Teufelsanbeter zu trauriger Berühmtheit.
Die Hexenprozesse des Nalbacher Tales wurden in Dillingen geführt, die Hinrichtungen allerdings dann in Nalbach vollstreckt (1575 sowie 1591/1592 mehrere Personen des Nalbacher Tales / unbekannter Ausgang des Verfahrens, 1595 ein Mann aus Diefflen, 1595 eine Frau aus Piesbach, 1602 ein Mann aus Körprich, ca. 1605 jeweils ein Mann aus Piesbach und Körprich, 1609 ein Mann aus Diefflen, der angeblich mit seinem Pferd sexuell verkehrt haben soll und deshalb auch zusammen mit seinem Pferd hingerichtet wurde, 1611 ein Mann und eine Frau aus Körprich / unbekannter Ausgang des Verfahrens sowie mehrere Anschuldigungen in den Jahren 1602 und 1611). Nach einer öffentlichen Verlesung des Urteils wurde der Delinquent zum Nalbacher Galgenberg geführt und dort getötet. Die Nalbacher Straße „Am Gälgesberg“ erinnert bis heute an die Hinrichtungsstätte. Den Vollzug der Hinrichtungen (Verbrennung bei lebendigem Leibe bzw. nach vorheriger Tötung) besorgte jeweils ein Henker (Nachrichter) aus Roden.

#### Dreißigjähriger Krieg und Reunionspolitik
Durch Verordnung der Gemeindeherren wurde im Jahr 1618, dem Jahr des Ausbruches des Dreißigjährigen Krieges, ein erster Schulmeister in Nalbach eingesetzt.
Die Visitationsprotokolle des Nalbacher Tales aus den Jahren 1623/1631 ergaben für die Haushaltsvorstände von Nalbach, Diefflen, Piesbach und Bilsdorf 130 Haushaltungen.
Im Jahr 1635 kam es zu ersten großen Truppenbewegungen von schwedischen, französischen und kaiserlichen Truppen durch das Nalbacher Tal in Richtung der (damaligen Stadt) Wallerfangen und Metz. Vor allem in der letzten Kriegsphase ab 1635 kam es zu schweren Verwüstungen. Dazu gesellten sich Hungersnöte und Seuchen. Den überlebenden Bevölkerungsresten blieb kaum noch eine Existenzgrundlage.
Für das Nalbacher Tal wurden laut Bericht des Nalbacher Maiers an den Trierer Kurfürsten aus dem Jahr 1664/65 nur noch 47 Haushaltungen gezählt (Verlust von 65 % der Vorkriegsbevölkerung).
Um das Jahr 1664 war Charles Henri Gaspard de Lenoncourt, Marquis de Blainville, Herr von Dillingen, († 1713), ein hoher lothringischer Adeliger und Gründer der Dillinger Hütte, Vogt in der kurpfälzischen Vogtei des Nalbacher Tales geworden. Er besorgte im Jahr 1681 die sogenannte Reunierung des Nalbacher Tales mit dem Königreich Frankreich unter König Ludwig XIV.
Ziel dieser Reunionspolitik war es, dass Gebiete des Heiligen Römischen Reichs, die nach französischer Auffassung mit bestimmten, unter französischer Souveränität stehenden Territorien rechtlich verbunden waren, mit Frankreich „wiedervereint“ werden sollten. Auf diese Weise wurden bis 1688 große Teile des heutigen Saarlandes und seiner Nachbargebiete in den französischen Staat eingegliedert, da das Heilige Römische Reich zu einem militärischen Widerstand nicht in der Lage war (nicht zuletzt wegen des gleichzeitigen Türkenkrieges). Im Jahr 1697 erhielt das Heilige Römische Reich die französischen Reunionen im Saarland durch den Frieden von Rijswijk jedoch wieder zurück.
Im Jahr 1688 legte der Nalbacher Pfarrer Johannes Coenen (der ältere) die ersten Nalbacher Kirchenbücher an.

#### Das Nalbacher Tal im 18. Jahrhundert
Das zerfallene Dorf Theter mit Zubehör wurde im Jahr 1701 vom Trierer Simeonsstift der Nalbacher Kirche als Besitz übereignet. Im Jahr 1711 belehnte die Kurpfalz den Freiherrn Johann Wilhelm Ludwig von Hagen zur Motten mit der obersten und untersten Vogtei des Nalbacher Tales, zunächst als Mannlehen, dann ab 1714 als Erblehen und ab dem Jahr 1718 als reichsunmittelbares Lehen. Der Trierer Weihbischof Lothar Friedrich von Nalbach visitierte im Jahr 1739 die Pfarrei Nalbach.
Aufgrund der schlechten Lebensverhältnisse im Nalbacher Tal kam es um 1750 zu einer Auswanderungswelle in das von den Türkenkriegen entvölkerte Ungarn. Die Regierung des Kaisers in Wien versuchte, Neusiedler für die verheerten Gebiete in der ungarischen Tiefebene zu werben. Mit der Versprechung von kostenlosem Acker- und Bauland, Baumaterial, Saat- und Pflanzgut für Getreide und Wein, Steuerfreiheit in den ersten Siedlungsjahren, freiem Transport mit Verpflegung und medizinischer Betreuung von den Sammelstellen bis nach Ungarn sollten Auswanderungswillige gefunden werden. Die Saarregion stellte mit 5000 Auswanderern einen nicht unbeträchtlichen Teil. Das Nalbacher Tal entließ damals 96 Bewohner vom Kleinkind bis zum Greis. Aus Nalbach kamen 36 Auswanderer, aus Piesbach 34, aus Körprich 20 und aus Bilsdorf 6. Ob Diefflen Auswanderer stellte, ist bisher unbekannt. Die Auswanderungen begannen um 1750 und zogen sich bis nach 1780 hin. Hauptschübe waren im Jahr 1751 und 1766.
In den Jahren 1765–1767 wurde die alte Nalbacher Kirche abgerissen und ein barocker Neubau erstellt. Dabei fand man die angeblichen Gebeine der legendären Margareta von Litermont.

#### Revolutionskriege

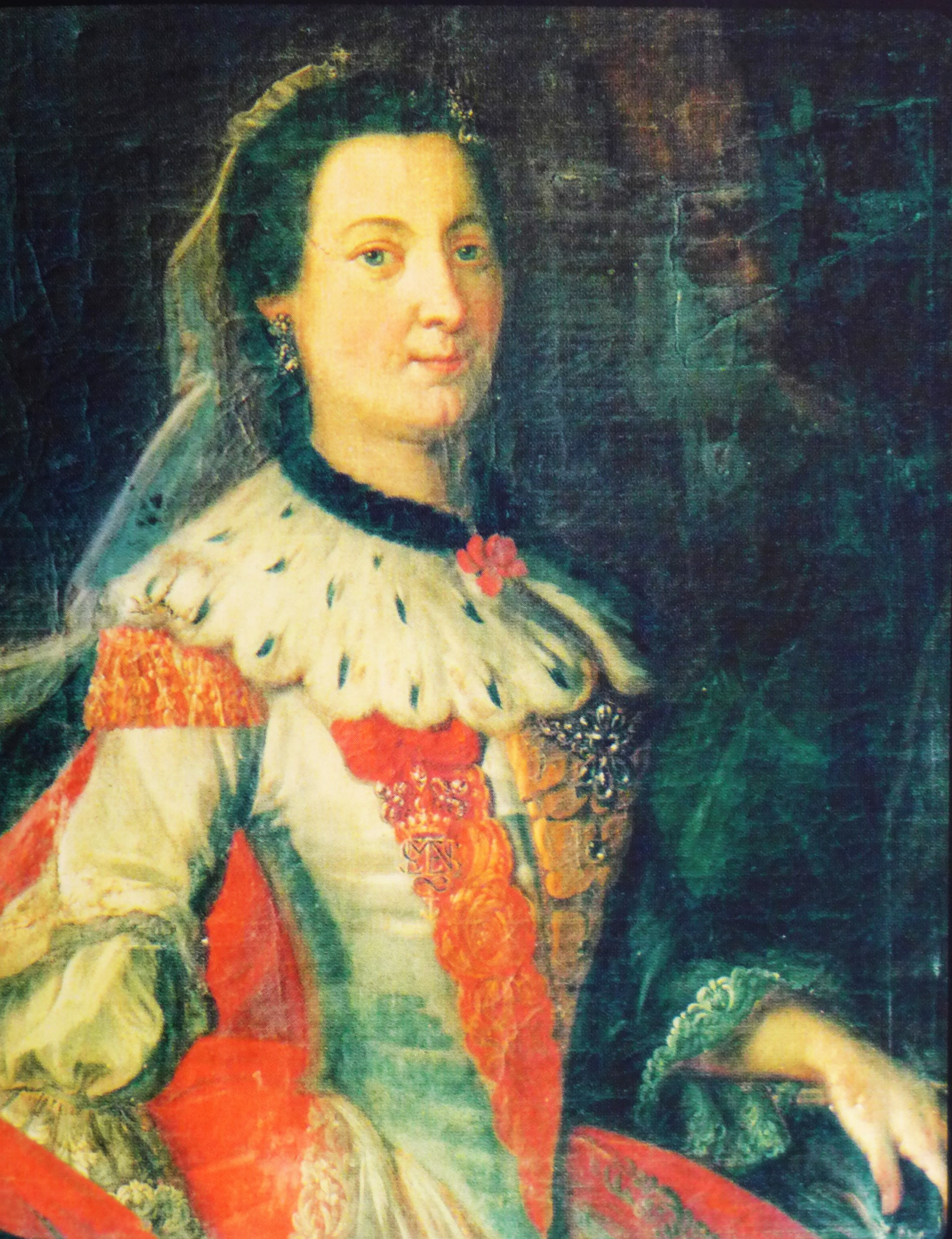
Anna Maria Charlotte von Hagen (1721–1811), Stiftsdame des St. Maria- und St. Clemens-Stiftes zu Schwarzrheindorf, Gemälde aus dem Jahr 1751 (Privatbesitz)

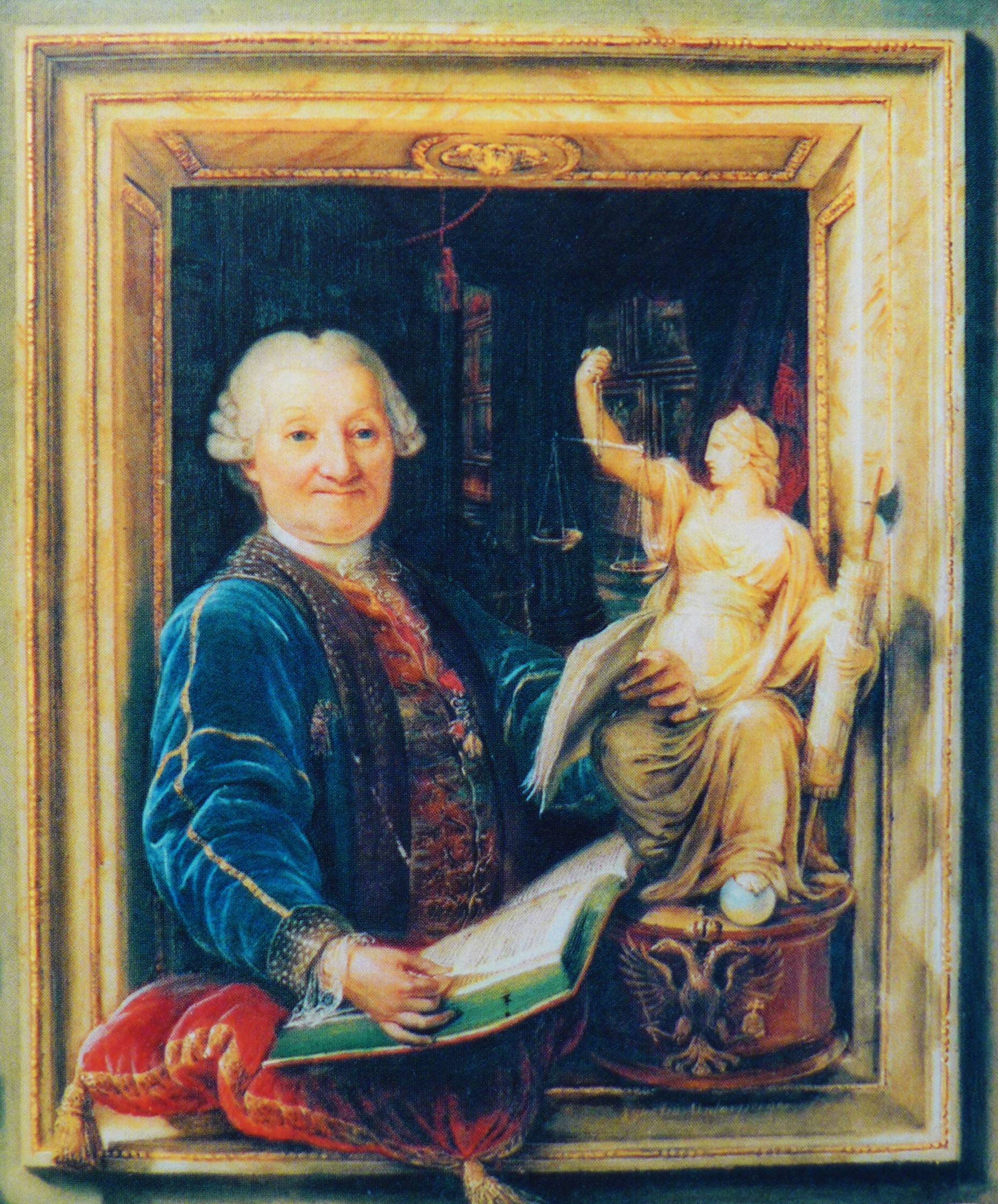
Johann Hugo II. von Hagen, Reichsfreiherr, Herr zur Motten, Büschfeld, Düppenweiler, Nalbach, Hüttersdorf etc. Kaiserlich-königlicher Kammerherr, Wirklicher Geheimer Rat, Ritter des Goldenen Vlieses, Reichskonferenzminister und Kaiserlicher Reichshofratspräsident; (geb. am 10. Juli 1707 in Koblenz, gestorben am 24. November 1791 in Wien), Gemälde in Privatbesitz

Mit dem Ausbruch der Koalitionskriege 1792 und der Kriegserklärung des revolutionären Frankreich an Österreich und Preußen wurde das Hochgericht Nalbacher Tal zeitweilig zum Kriegsschauplatz. Preußen und Österreich, die sich bereits 1791 mit der Pillnitzer Deklaration zu einem gemeinsamen Vorgehen gegen das revolutionäre Frankreich entschlossen hatten, rückten an, mussten sich aber nach der Kanonade von Valmy wieder über die Reichsgrenzen zurückziehen. Dabei belagerten österreichische Truppen unter Blasius Columban von Bender im Nalbacher Tal die französischen Stellungen in Düppenweiler und Lebach und die Festung Saarlouis. Einzelne Vorstöße wurden auch gegen Dillingen/Saar unternommen.
Bei der Besetzung Dillingens durch die Österreicher kam es zu Zerstörungen in der Dillinger Hütte, die als französischer Rüstungsbetrieb demoliert wurde, und der Papiermühle. Das Hagensche Schloss bei Lebach wurde im Rahmen der Kämpfe von französischen Truppen geplündert. Im Folgejahr 1794 gelang Frankreich der Durchbruch durch die österreichischen Stellungen bei Merzig und Weiskirchen und die kurfürstliche Residenzstadt Trier konnte erobert werden. Kurfürst Clemens Wenzeslaus von Sachsen konnte vorher noch fliehen.
Am 17. Oktober 1797 wurde das Nalbacher Tal, wie alle linksrheinischen Territorien in einem geheimen Zusatzartikel des Friedensvertrages von Campo Formio, der zwischen Frankreich, vertreten durch Napoléon Bonaparte, und dem römisch-deutschen Kaiser Franz II. geschlossen wurde, Frankreich zugeschlagen.
Der Friede beendete den am 20. April 1792 von Frankreich begonnenen Ersten Koalitionskrieg. Eine offizielle Regelung dieser Grenzverschiebung wurde auf dem Rastatter Kongress (9. Dezember 1797 bis 23. April 1799) getroffen, der jedoch aufgrund des Ausbruches des Zweiten Koalitionskrieges nicht regulär beendet wurde.
Das Nalbacher Tal wurden nach der Eroberung der linksrheinischen deutschen Territorien durch die französischen Revolutionsarmeen im Jahr 1794 ab dem Jahr 1798 Teil des neugeschaffenen Département de la Sarre (dt. Saardepartement). Völkerrechtlich erfolgte die Abtretung durch den Frieden von Lunéville am 9. Februar 1801. Das Saardepartement erstreckte sich von der Nordeifel bei Blankenheim bis in das heutige Saarland. Der größte Teil des 4935 Quadratkilometer umfassenden Gebietes gehörte zuvor zum Kurfürstentum Trier. Innerhalb des Saardepartements gehörte das Nalbacher Tal zum Arrondissement Saarbrücken und zum Kanton Lebach. Die Präfektur des Département de la Sarre befand sich in Trier.
Die Verwaltung wurde in der Folgezeit nach französischem Muster neu aufgebaut, die französische Gesetzgebung eingeführt. Das bedeutete das Ende des Hochgerichtes Nalbacher Tal und die Beseitigung der Grundherrschaft sowie der Vogteien mitsamt der Vogteigrenzen. Kommunalverwaltung und Justiz waren fortan getrennt. Die Nalbacher Meier und Hochgerichtsmeier verloren damit ihre Ämter. Die Leibeigenschaft, Feudalabgaben und Frondienste waren aufgehoben. Mit dem Jahr 1802 wurde das Stift St. Simeon in der Porta Nigra aufgelöst, dem seit der Schenkung des Erzbischofs von Trier, Eberhard von Schwaben, im Jahre 1048 das Nalbacher Tal gehört hatte. Der letzte Hofmeier des Stiftes St. Simeon im Nalbacher Tal war Jakob Spur(c)k.
Seit dem Mittelalter hatte es in Bilsdorf einen Herrenhof gegeben, der als Lehensgut im Besitz des jeweiligen Vogtes war, den Bilsdorfer Hof. Die jeweiligen Vögte verpachteten diesen Hof. Der Hof wird urkundlich im Zinsregister des Nalbacher Tales von 1514 bis 1522 erwähnt. Auf einer Skizze des Jahres 1735 ist dieser Hof zu erkennen. Dorf und Hof Bilsdorf werden deutlich unterschieden. Das Dorf liegt auf kurtrierischem, der Hof auf kurpfälzischem Gebiet. Die Bilsdorfer Hofstraße deutete noch auf den historischen Hof hin. Mit dem Tod Johann Hugos II. von Hagen, der als Reichshofratspräsident am kaiserlichen Hof in Wien amtiert hatte, im Jahr 1791 fielen die Eigengüter der Hauptlinie an dessen drei Schwestern. Dabei erhielt Anna Maria Charlotte von Hagen den Bilsdorfer Hof. Am 10. Juli 1806 ließ Anna Maria Charlotte von Hagen das Bilsdorfer Hofgut mit Wohngebäuden, Scheunen, Stallungen, Nebengebäuden, Äckern, Wiesen und Gärten versteigern. Damit kamen zahlreiche Ländereien im Nalbacher Tal unter den Hammer, die an örtliche Einwohner versteigert wurden.

### Historische abgegangene Siedlungen
Neben den aktuell bestehenden Ortsteilen des Nalbacher Tales bestanden historisch noch vier weitere Siedlungen, die später allerdings zu Wüstungen wurden.
- Heuchlingen (zwischen Nalbach und Diefflen)
- Heisterbach (zwischen Diefflen und Düppenweiler)
- Heynschiet (zwischen Diefflen und Düppenweiler)
- Theter (zwischen Piesbach und Bettstadt)

Im Jahr 1327 wird erstmals das Dorf Theter urkundlich erwähnt. Im Jahr 1393 schenken der Vogt Nikolaus von Kastel und dessen Gemahlin Margarete dem Trierer Stift St. Simeon in der Porta Nigra das Dorf, um für ihr Seelenheil zu sorgen:

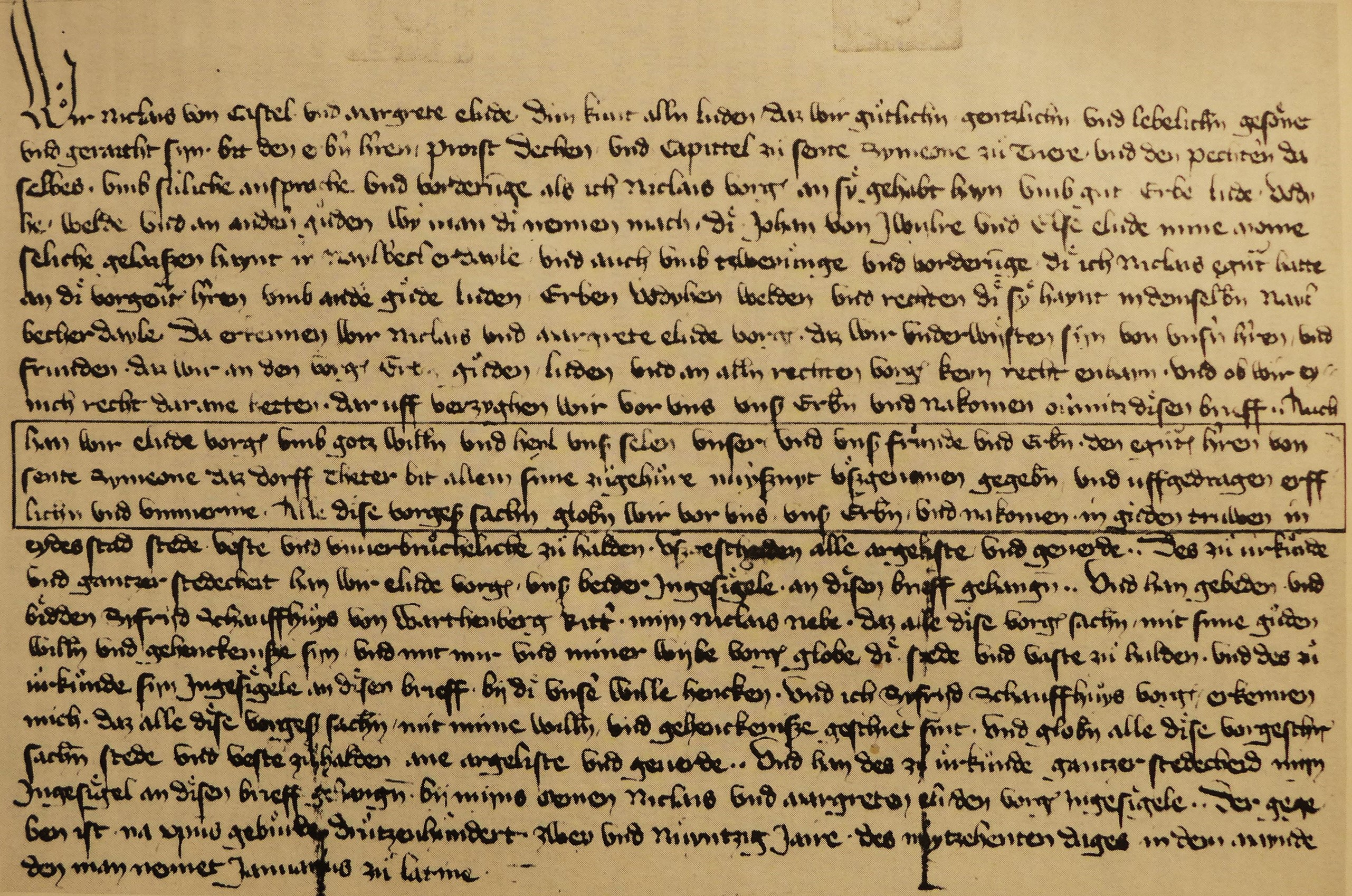
Schenkungsurkunde des Vogtes Nikolaus von Kastel und dessen Gemahlin Margarete aus dem Jahr 1393 an das Trierer Stift St. Simeon in der Porta Nigra bezüglich des Dorfes Theter (Landeshauptarchiv Koblenz, Abteilung 215, Nr. 561)

„Auch soll Teter, das Dorf, mit Leuten, Schöffen, Gütern, Zinsen und mit all seinem Zubehör den ehgenannten Herren von St. Simeon sein erblich und immerdar, das wir gänzlich übergeben für uns und unsere Erben und Nachkommen. Und haben das den vorgenannten Herren gegeben und aufgetragen mit allem Recht, das wir daran haben oder haben möchten, um Gottes Willen und zum Heil unserer Seelen.“

Nikolaus’ Gemahlin Margarete erklärt in der Urkunde überdies:

„Und ich, Margarete, erkläre, dass ich an all diesen Gütern, Leuten, Gülten und Vogteien kein Wittum noch Wittumsrechte habe. Und habe auch öffentlich zu den Heiligen geschworen, den Wittum daran niemals zu fordern.“

Der Gewannname des heutigen Piesbacher Kirchberges „Auf dem Schank“ (Gemarkung Piesbach, Flur 4) erinnert noch heute an diese Schenkung an das Trierer Simeonsstift. Die Schenkung von Nikolaus und Margarete von Kastel übergab das Stift im Jahr 1701 wiederum an die Pfarrei Nalbach. Das Dorf Theter bzw. „Theter auf dem Schank“ (seit 1522), gelegen zwischen Piesbach und Bettstadt, erlebte zwischen 1522 und 1701 einen sichtbaren Niedergang und verfiel. Der Siedlungsbereich des Dorfes Theter ging im 19. Jahrhundert im sich ausdehnenden Siedlungsraum von Piesbach auf. Im Gefolge der Übertragung von Theter an die Pfarrei Nalbach verbreitete sich im Nalbacher Tal die Überlieferung der „Margarete von Litermont“ und deren wilden Sohn Maldix. Vermutlich ist Margarete von Kastel das historische Vorbild der Sagengestalt Margarete von Litermont, die als fromme Witwe des Burgherrn auf dem Litermont und als gütige Wohltäterin der Nalbacher Kirche vorbildhaft dargestellt wird. Im Gegensatz dazu konstruiert die volkstümliche Überlieferung ihren legendären Sohn Maldix als gottlos, pflichtvergessen und roh.

Ansicht des Nalbacher Tales vom Litermont-Gipfel aus
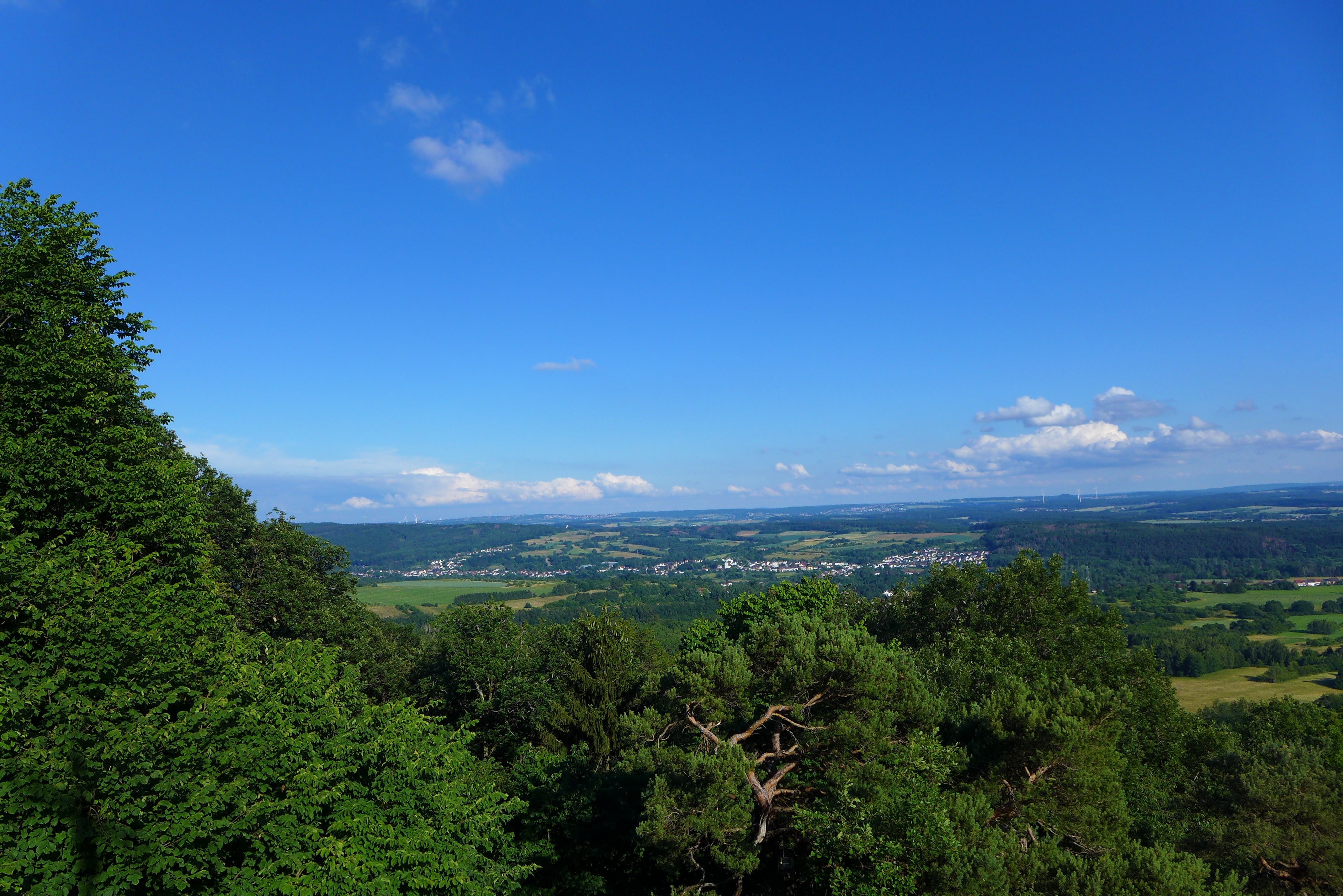
Blick auf das obere Nalbacher Tal mit Körprich und Bilsdorf
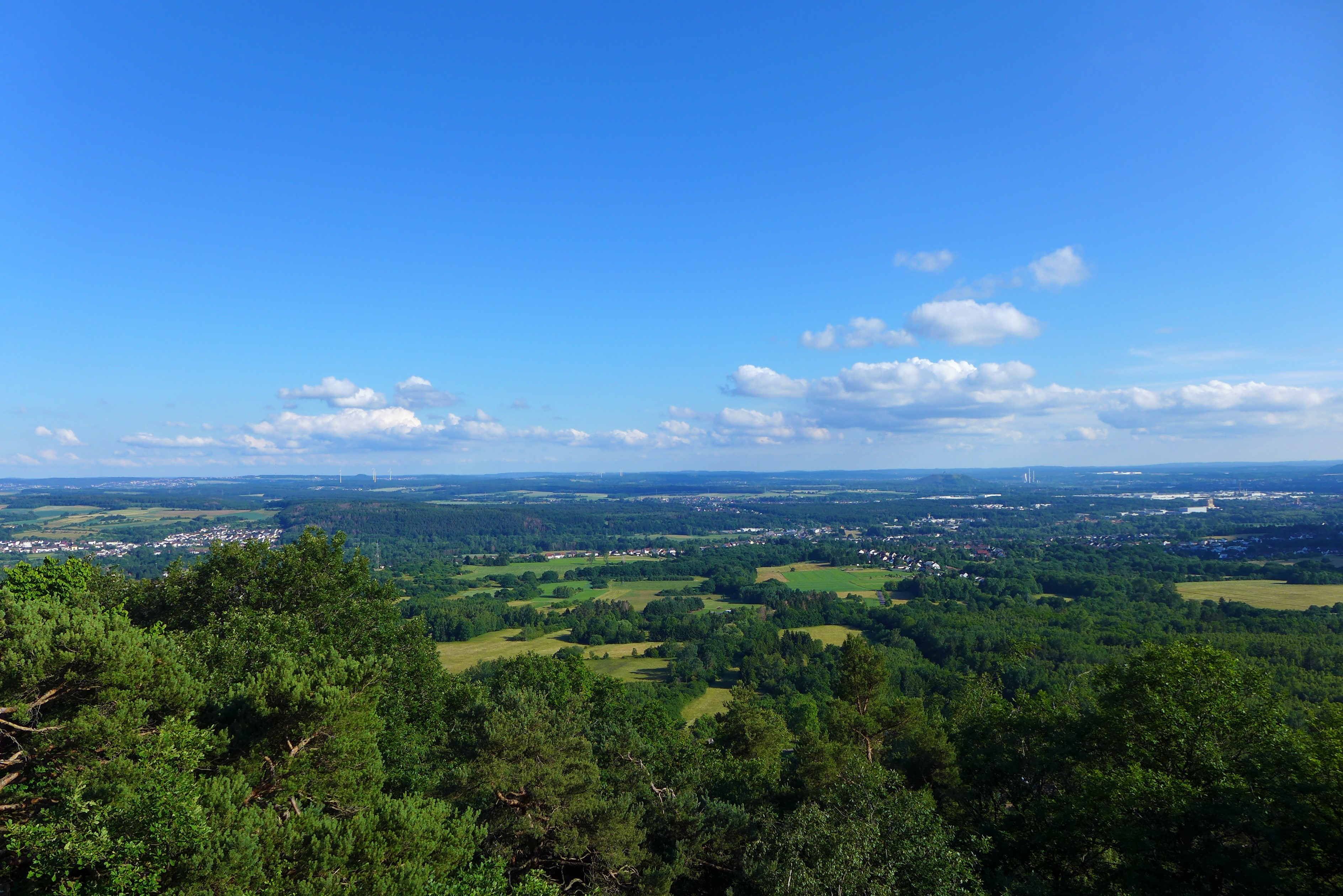
Blick auf das mittlere Nalbacher Tal mit Piesbach und Nalbach
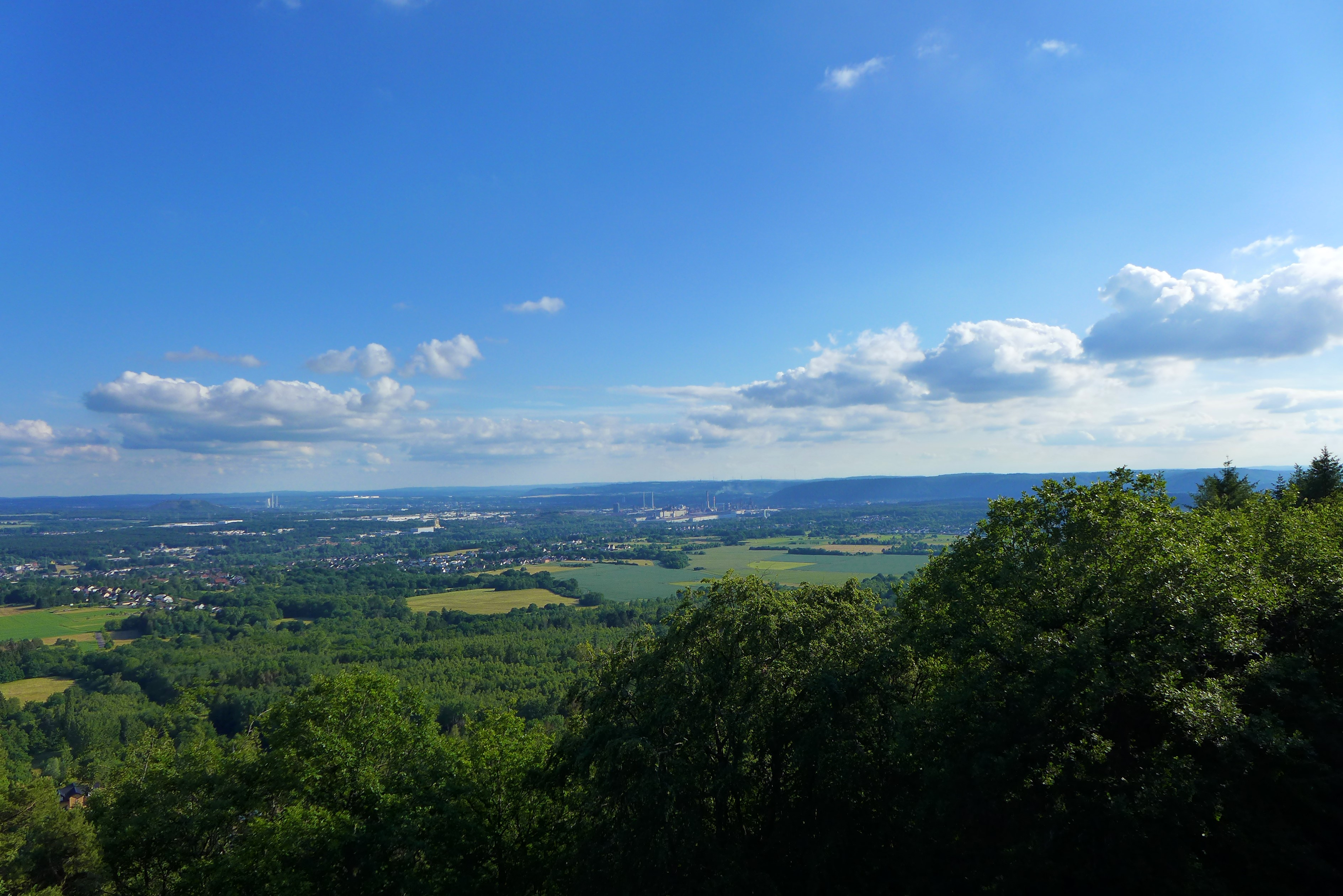
Blick auf das untere Nalbacher Tal mit Nalbach und Diefflen

## Persönlichkeiten
- Johann Hugo II. von Hagen (* 10. Juli 1707 in Koblenz; † 24. November 1791 in Wien), kaiserlicher Reichshofratspräsident (1778–1791) und österreichischer Reichskonferenzminister, Herr des Hochgerichtes Nalbacher Tal